# Marcos Angeleri
Marcos Angeleri (ur. 7 kwietnia 1983 roku w 30 de Agosto) – argentyński piłkarz występujący na pozycji prawego obrońcy. Obecnie gra w Máladza.

## Kariera klubowa
Marcos Angeleri zawodową karierę rozpoczynał w 2002 roku w Estudiantes La Plata. W argentyńskiej Primera División zadebiutował 25 sierpnia w przegranym 0:6 pojedynku z Club Atlético River Plate, kiedy to w 85. minucie zmienił Ariela Zapatę. Kolejne spotkanie w którym wystąpił Angeleri miało miejsce 13 października, a Estudiantes pokonało wówczas 6:0 Olimpo Bahía Blanca. Przez cały sezon Argentyńczyk wystąpił w 25 spotkaniach. W kolejnych rozgrywkach Angeleri strzelił pierwszą bramkę dla swojego klubu, a miało to miejsce 29 października 2003 roku podczas wygranego 2:1 pojedynku z Chacarita Juniors.
W 2006 roku Angeleri razem ze swoją drużyną wygrywając w turnieju otwarcia wywalczył mistrzostwo Argentyny. W 2008 roku wychowanek klubu z La Platy znalazł się w pierwszej dziesiątce plebiscytu na Piłkarza Roku Ameryki Południowej. W zimowym okienku transferowym w 2009 roku pozyskaniem Angeleriego zainteresowało się wiele europejskich zespołów, między innymi Inter Mediolan. W 2009 roku piłkarz zwyciężył w rozgrywkach Copa Libertadores. Obecnie Argentyńczyk jest podstawowym obrońcą Estudiantes i rozegrał już dla niego ponad 190 meczów w Primera División.
24 lipca za nieujawnioną kwotę przeszedł do Sunderlandu.

## Kariera reprezentacyjna
W reprezentacji Argentyny Angeleri zadebiutował 11 lutego 2009 roku w wygranym 2:0 towarzyskim meczu z Francją.